# Henri-François de La Rochefoucauld
Henri-François de La Rochefoucauld, Comte de Cousages, seigneur de Clavellier, de Brassac et autres terres (* 17. August 1716 in Brest, Frankreich; † 7. März 1784 in Bourbonne-les-Bains, Frankreich) war ein französischer Seeoffizier und Aristokrat während der Herrschaft der Könige Louis XV. und Louis XVI. Er diente zunächst in der Infanterie während des Polnischen Erbfolgekrieges, trat dann der Französischen Marine bei und beendete seine Karriere als Vice-amiral de France und Kommandeur der Flotte du Levant.

## Biografie

### Familie
Henri-François de La Rochefoucauld stammt aus dem Haus La Rochefoucauld, einem der ältesten Adelshäuser von Angoumois und Saintonge, deren Mitglieder in dieser Region und in Frankreich eine führende Rolle spielten.
Seine Eltern waren Henri de La Rochefoucauld, Comte de Cousage (1659–1735) und Marie Anne Henriette Plaisant de Bouchiat (ca. 1678–1753). Henri-François de La Rochefoucaulds älterer Bruder war Jean-Baptiste de La Rochefoucaud, Marquis de Cousage, der am 22. September 1746 in Etrepigny (Ardennen) Marie Gabriel Renart de Fuschsamberg heiratete.
Am 10. April 1766 heiratete er Louise-Françoise de Rochechouart, Tochter des Marineoffiziers Jean-Louis de Rochechouart. Seine Frau war die Witwe von Joseph Le Brun, Marquis de Dinteville.

### Militärlaufbahn
Rochefoucauld diente zunächst in der Infanterie als Leutnant im 2e Régiment d’Infanterie de Marine bei der Belagerung von Philippsburg im Jahr 1734 während des Polnischen Thronfolgekrieges unter dem Kommando von Berwick und dem Marschall von Asfeld.

### Anfänge in der königlichen Marine
Am 1. Februar 1735 trat er einer Gardemarin-Kompanie im Departement Toulon bei. In den Folgejahren diente er in verschiedenen Funktionen auf See und an Land und wurde 1738 zum Fähnrich ernannt. 1740 diente er acht Monate lang unter François-Cornil Bart in der Karibik. 1741 bis 1744 war Rochefoucauld als Adjutant der Marinestreitkräfte im Hafen von Brest tätig und ging 1744 als Leutnant auf eines der Schiffe des Geschwaders des Grafen von Roquefeuil, das für eine viermonatige Einsatzfahrt vor der Insel Ouessant und im Ärmelkanal vorgesehen war.

### Im Österreichischen Erbfolgekrieg
1745 begab sich Rochefoucauld auf die Le Juste und übte auf Befehl des Kommandierenden Marquis de Nesmond die Funktion des Major de l’Escadre (deutsch etwa: Major des Geschwaders) aus, als dieses sechs Monate lang vor den Kaps Finisterre und Saint-Vincent kreuzte. Im Jahr darauf wurde er zum Ritter des Ordre royal et militaire de Saint-Louis ernannt und schiffte sich auf der Northumberland ein, die damals Teil eines Geschwaders unter dem Befehl des Herzogs von Anville war, das für eine Einsatzfahrt an der Küste Akadiens beordert wurde. Nachdem er im Februar 1746 zum Lieutenant de Vaisseau (Leutnant zur See) befördert worden war, erhielt er im Januar 1747 die Beförderung zum Capitaine de Vaisseau (Kapitän zur See).
Später in 1747 ging Rochefoucauld als stellvertretender Kommandant auf die Trident unter dem Kommando des Marquis d’Amblont im Geschwader des Marquis de l’Estenduère. Die Aufgabe des Geschwaders, das nur aus acht Linienschiffen bestand, war der Schutz von über 400 Handelsschiffen. Am 25. Oktober 1747 wurde der Konvoi von achtzehn britischen Linienschiffen angegriffen, woraus sich die Zweite Seeschlacht am Kap Finisterre entwickelte. Die Aktion begann um 10 Uhr morgens und gegen zwei Uhr nachmittags, nachdem der Kapitän der Trident schwer verwundet worden war, übernahm Rochefoucauld das Kommando und setzte, obwohl selbst verwundet, den Kampf bis 21:30 Uhr fort. Hiernach ergab er sich der erdrückenden Übermacht, wurde gefangen genommen und in Großbritannien in Gewahrsam genommen. Nach Verkündung des Friedens von Aachen konnte er 1749 nach Frankreich zurückkehren und übernahm das Kommando über die Fregatten L’Émeraude und La Mutine mit denen er an der Blockade des marokkanischen Piratenhafens Salé teilnahm.
Im Jahr 1750 übernahm er das Kommando über die Fregatte La Junon im Geschwader von Jean-Baptiste Mac Nemara, das vor Lissabon und im westlichen Mittelmeer kreuzte, bevor es nach Toulon zurückkehrte. 1752 erhielt er das Kommando über die Fregatten L’Aquilon und La Fidèle und kreuzte vor Martinique, um Handelsschiffe zu schützen. 1755 wurde er zum Kommandeur der Flaggenwache (gardes du pavillon) in Brest ernannt und anschließend erneut mit dem Schutz der Konvois im Atlantik beauftragt. Ab Mai 1755 befehligte er die L’Aigle (50 Kanonen) während eines Einsatzes vor der kanadischen Küste in der Flotte von Bullion de Montlouet. 1756 trat er mit diesem Schiff in Brest wiederum dem Geschwader von M. de Macnemara bei.

### Im Siebenjährigen Krieg
1756, zur Zeit der Kriegserklärung an Großbritannien, befehligte Rochefoucauld die Sphynx als Teil des Geschwaders unter dem Befehl des Grafen von Conflans. Als die britische Invasion der Bretagne drohte, erhielt er das Kommando über ein Bataillon der Compagnies Franches de la Marine, mit dem er sich den vom Herzog von Aiguillon in Brest kommandierten Truppen anschloss. Im selben Jahr wurde er auf Wunsch des Herzogs von Penthièvre zum Capitaine de la Compagnie des Gardes du Pavillon Amiral ernannt. 1758 befehligte er die Linienschiffe Le Courageux und Le Protée und zwei Fregatten innerhalb eines Geschwaders, das nach Martinique und Saint-Domingue entsandt wurde.
Obwohl er bis dahin den aktiven Dienst bereits aufgegeben hatte, wurde er im Oktober 1764 zum Chef d’escadre (Konteradmiral) und am 24. September 1769 zum Lieutenant-général (Vizeadmiral) ernannt.
Am 9. Dezember 1771 erhielt er das Kommandeurskreuz des Ordens von Saint-Louis und am 25. August 1779 das Großkreuz. Am 7. Juli 1782 wurde er zum Vizeadmiral der Levantenflotte ernannt, da der Graf von Roquefeuil im selben Jahr verstorben war.
Er starb am 7. März 1784 im Alter von 67 Jahren. Am 11. März erhielt seine Witwe eine Rente von 6000 Livres und am 14. März erhielt sein Sohn, Angehöriger des Garde du Corps, auf Antrag des Kriegs- und Marineministers eine Rente von 1800 Livres, je zur Hälfte aus dem Budget des Kriegsministeriums und dem der Marine.